# Comesperma defoliatum
Comesperma defoliatum är en jungfrulinsväxtart som beskrevs av F. Müll.. Comesperma defoliatum ingår i släktet Comesperma och familjen jungfrulinsväxter. Inga underarter finns listade i Catalogue of Life.